# Estiria (Grecia)

Mapa de los demos de la antigua Ática. El demo de Estiria se situaba en el este, junto a la costa.

Estiria (en griego, Στειριά) es el nombre de un demo ático de la Antigua Grecia.
Estrabón la ubica entre las demos de Prasia y Braurón.
Se creía que colonos de la región del Ática procedentes de Estiria, junto con otros procedentes de Tetrápolis, habían poblado las ciudades de Caristo, Estira y Marmario, situadas en la isla de Eubea. Otra tradición contaba que otros colonos de Estiria habían seguido a Peteo cuando este fue expulsado del Ática por Egeo y se habían establecido en Estiris, en la región de Fócide, motivo por el que la ciudad había tomado este nombre.
Del demo de Estiria eran originarios personajes históricos como Terámenes, Trasíbulo y Polemón.